# مارغريت إل. كاري
مارغريت إل. كاري (بالإنجليزية: Margaret L. Curry)‏ هي عاملة اجتماعية أمريكية، ولدت في 16 يوليو 1898 في ميكر في الولايات المتحدة، وتوفيت في 14 فبراير 1986.